# Leptaulus
Leptaulus là một chi thực vật có hoa trong họ Cardiopteridaceae.

## Loài
Chi Leptaulus gồm các loài: